# Justizanstalt Wien-Favoriten

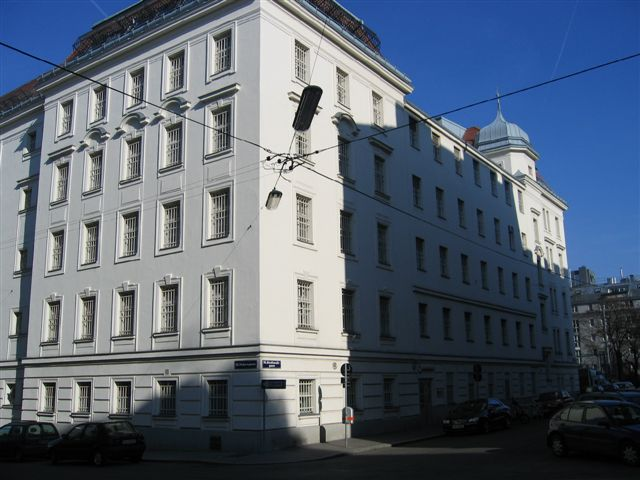
Ansicht der Gebäudeseite mit der Justizanstalt

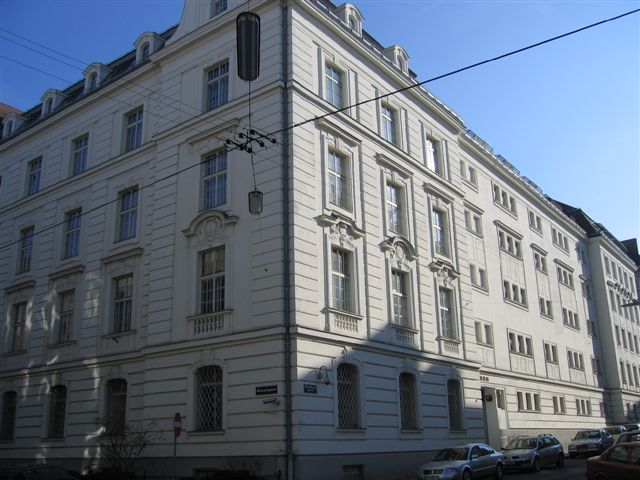
Ansicht der Gebäudeseite des Bezirksgerichts

Das Forensisch-therapeutische Zentrum Wien-Favoriten (FTZ) ist eine Sonderanstalt des österreichischen Strafvollzugswesens. Sie befindet sich im 10. Wiener Gemeindebezirk Favoriten im selben Gebäude wie das Bezirksgericht. Die Justizanstalt hat einen Behandlungsauftrag für nach § 21 Abs. 1 StGB im Maßnahmenvollzug für männliche zurechnungsunfähige Personen mit schwerwiegender und nachhaltiger psychischer Erkrankung.